# Mevalonsyra
Mevalonsyra är en viktig mellanprodukt vid organismernas biosyntes av isoprenoider.
Anjonen av mevalonsyra, den dominerande formen i biologiska medier, är känd som mevalonat. Denna förening är av stor farmaceutisk betydelse. Läkemedel, såsom statiner, stoppar produktionen av mevalonat genom att hämma HMG-CoA-reduktas.
Mevalonsyra är mycket löslig i vatten och i polära organiska lösningsmedel. Den uppträder i jämvikt med lakton, som kallas mevalonolakton, och som bildas genom inre kondensering av sin alkohol och karboxylgrupper.
Mevalonsyra är en mellanprodukt i metabolismen, känd som mevalonatreaktion, som producerar terpener och steroider. Mevalonsyra är den primära föregångaren till isopentenylpyrofosfat (IPP), som i sin tur är grunden för alla terpenoider. Mevalonsyra är kiral och (3 R)-enantiomeren är den enda som är biologiskt aktiv.